# Измайловка (Знаменский район)
Измайловка — село в Знаменском районе, Тамбовской области России. Входит в состав сельского поселения Александровский сельсовет.

## География
Находится в центральной части региона, в лесостепной зоне, у автодороги 68Н-017, на реке Кариан.

### Климат
Климат характеризуется как умеренно континентальный, относительно сухой, с тёплым летом и холодной продолжительной зимой. Среднегодовое количество осадков составляет около 550 мм, из которых большая часть выпадает в тёплый период. Снежный покров устанавливается в середине декабря и держится в течение 138 дней.

## История
Село Измайловка основано в 1782 году. Первое упоминание в официальных документах (Пятая ревизия 1795 года). Село принадлежало генералу Ивану Александровичу Загрежскому.
Входило в Сампурский район Воронежской области.